# Дідрик смарагдовий
Ді́дрик смарагдовий (Chrysococcyx maculatus) — вид зозулеподібних птахів родини зозулевих (Cuculidae). Мешкає в Південній і Південно-Східній Азії.

## Опис

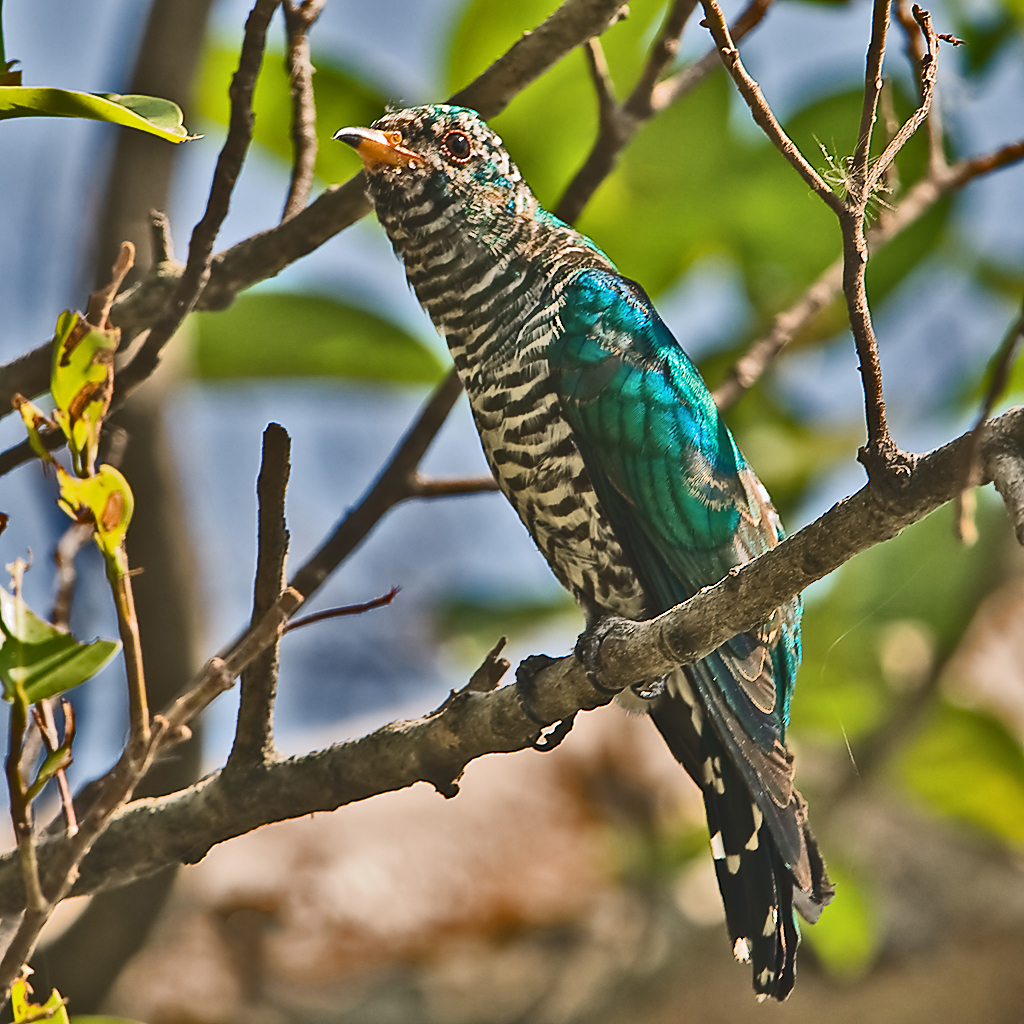
Смарагдовий дідрик

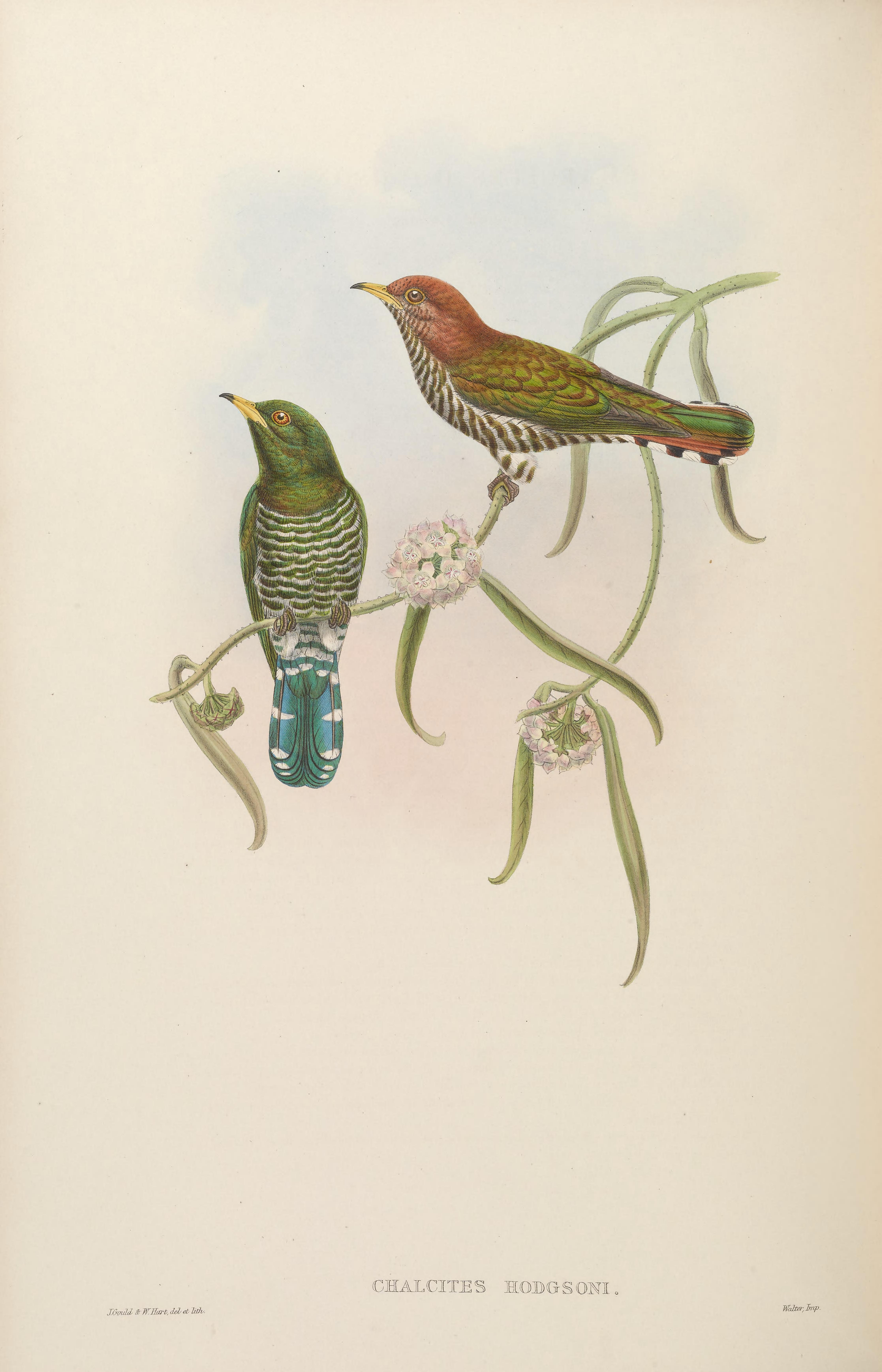
Смарагдові дідрики

Довжина птаха становить 18 см. У самців голова, горло верхня частина грудей і верхня частина тіла смарагдово-зелені, блискучі. Решта нижньої частини тіла біла, поцяткова поперечними зеленими блискучими смугами.  На нижній стороні крил є білі смуги, помітні в польоті. Навколо очей оранжеві кільця, дзьоб жовтувато-оранжевий з чрорним кінчиком. У самиць верхня частина тіла мідно-зелена, тім'я і потилиця іржасто-коричневі, горло і решта нижньої частини тіла поцятковані темними смугами. У молодих самців біла пляма на нижній частині грудей відсутня, загалом нижня частина тіла більш смугаста.

## Поширення і екологія
Смарагдові дідрики гніздяться в Гімалаях (на схід від Уттаракханду), в М'янмі, північному Таїланді і північному Індокитаї, на півдні і в центрі Китаю (на південь від Хубею), а також на півдні В'єтнаму, на острові Хайнань та на Андаманських і Нікобарських островах. Взимку гімалайські і північні популяції мігрують на південь, досягаючи південної Індії, Шрі-Ланки, південного Індокитаю, Малайського півострова і Суматри. Смарагдові дідрики живуть у вологих тропічних і субтропічних лісах та на узліссях, трапляються на плантаціях і в саддах, на висоті до 2500 м над рівнем моря. Живляться комахами, гусінню та іншими дрібними безхребетними, яких шукають в кронах дерев. Як і багато інших видів зозуль, вони практикують гніздовий паразитизм, відкладаючи яйця в гнізда іншим птахам, зокрема червоним сіпараям і малим павуколовам. 